# 1861

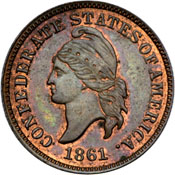
Cent van de Geconfedereerde Staten

Het jaar 1861 is het 61e jaar in de 19e eeuw volgens de christelijke jaartelling.

## Gebeurtenissen
januari
- 1 - Liberale troepen nemen Mexico-Stad in, waarmee een eind komt aan de Hervormingsoorlog.
- 1 - Vorming van de Pauselijke Zoeaven, een vrijwilligerskorps ter verdediging van de Kerkelijke Staat.
- 6 - Bij Zuylichem in de Bommelerwaard breekt de Waaldijk door. Het gebied wordt hard getroffen door deze overstroming. Koning Willem III brengt een bezoek aan het overstroomde gebied.
- 9 - De Amerikaanse staat Mississippi is de tweede staat die zich afscheidt van de Verenigde Staten.
- 10 - De Amerikaanse staat Florida scheidt zich af van de Verenigde Staten.
- 11 - Benito Juárez vormt een voorlopige regering, in maart wordt hij gekozen tot president van Mexico.
- 11 - De Amerikaanse staat Alabama scheidt zich af van de Verenigde Staten.
- 15 - Het Amsterdamse werkgeversverbond "Maatschappij voor den werkenden stand" sticht de eerste ambachtsschool van Nederland.
- 29 - Om de politieke macht van de vrije staten te verhogen, wordt het oostelijke gedeelte van het territorium Kansas door het door de Republikeinen geleide Amerikaans Congres versneld toegelaten tot de Unie als de vrije staat Kansas

februari
- 1 - De Amerikaanse staat Texas scheidt zich af van de Verenigde Staten.
- 4 - In het Willard Hotel te Washinton begint een vredesconferentie tussen noordelijke en zuidelijke staten onder voorzitterschap van oud-president Tyler. Tevergeefs wordt gezocht naar een aanpassing van de Amerikaanse constitutie om een burgeroorlog te voorkomen.
- 8 - De Geconfedereerde Staten van Amerika, een groep van zuidelijke afgescheiden Amerikaanse staten, worden gesticht.
- 18 - Jefferson Davis legt de eed af als president van de Geconfedereerde Staten van Amerika.
- 18 - Samenkomst van het eerste Italiaanse parlement in Turijn. Een van de leden is Giuseppe Verdi voor de liberale partij.
- 21 - Er wordt vrede gesloten in Arizona. De Dineh beloven ladrones (dieven) uit hun midden te verdrijven.
- februari - Keizer Franz-Jozef van Oostenrijk kondigt het Februaripatent af, een centralistische grondwet voor de veelvolkerenstaat.

maart
- 3 -(19 februari Juliaanse kalender) Tsaar Alexander II tekent de wet ter afschaffing van de lijfeigenschap van de boeren in Rusland.
- 7 - Abraham Lincoln wordt geïnaugureerd als 16e president van de Verenigde Staten. Hij wordt niet erkend door de zuidelijke staten, die zich na zijn verkiezing hebben afgescheiden.
- 7 - In een conventie wordt de grens van Frankrijk en het op te richten koninkrijk Italië vastgelegd. Savoye en Nice en omgeving gaan over in Franse handen.
- 11 - Alexis Joffroy stelt als eerste aan de Antwerpse Kamer van Koophandel voor om te ijveren voor de complete afschaffing van alle douanetarieven.
- 13 (Gregoriaanse tijdrekening) - De afschaffing van de lijfeigenschap in Rusland wordt van kracht.
- 14 - Beëdiging Kabinet Van Zuylen van Nijevelt-Loudon. Dit kabinet regeert tot 31 januari 1862.
- 17 - Het koninkrijk Italië wordt uitgeroepen. Victor Emanuel II van Savoye wordt de eerste vorst.
- 20 - Bij een aardbeving in Mendoza in Argentinië vallen meer dan 10.000 doden. De stad Mendoza wordt grotendeels verwoest.

april
- 12 - Bij Fort Sumter in South Carolina wordt geschoten, dit is het begin van de Amerikaanse Burgeroorlog.
- 18 - Het Leger van de Shenandoah valt met een heel kleine troepenmacht bestaand uit 360 Virginia State Troopers, het U.S. Arsenal in Harper's Ferry binnen. Ze slagen erin het arsenaal te veroveren en alle wapens buit te maken.

mei
- 20 - De afgevaardigden van Noord-Carolina besluiten hun staat los te maken uit de Unie. De staat Kentucky verklaart zich neutraal in de burgeroorlog.

juni
- 1 - In Mexico wordt Melchor Ocampo door conservatieve rebellen gevangengenomen en twee dagen later gedood.
- 24 - Oprichting van de Twentsche Bankvereniging om de katoenindustrie te steunen.
- 25 - De Osmaanse sultan Abdülmecit overlijdt. Abdülaziz volgt zijn broer op als sultan.

juli
- 2 - Het noordelijke leger van Robert Patterson trekt de Potomac over en verslaat de zuidelijken in de Slag bij Hoke's Run.
- 17 - De Mexicaanse president Juárez besluit tot een moratorium van twee jaar op het uitbetalen van schulden, waarvan sommigen al sinds de onafhankelijkheid van Mexico in 1821 open staan.
- 21 - De Zuidelijken winnen de Eerste Slag bij Bull Run, ondanks de eerste luchtverkenning per luchtballon door prof. Thaddeus S. C Lowe.

september
- 3 - Zuidelijke troepen vallen de neutrale staat Kentucky binnen, waarna de leiders van Kentucky de Unie om hulp vragen.
- 21 - Sekhukhune wordt na de dood van zijn vader koning van de Marota.
- 30 - Het Duitse tijdschrift Neue Jahrbuch für Mineralogie, Geognosie, Geologie und Palaeontologie publiceert een brief van de paleontoloog Von Meyer. Hierin meldt hij dat er een skelet gevonden is van een met veren bedekt dier. Voor dit dier stelt hij de naam Archaeopterix lithographica voor.

oktober
- 18 - Wilhelm I wordt tot koning van Pruisen gekroond.
- 25 - Met Zagonyi's charge behalen de federale troepen in de Amerikaanse Burgeroorlog een overwinning op de zuidelijke opstandelingen.
- 26 - Philipp Reis presenteert de eerste telefoon aan de Physikalische Verein in Frankfurt.
- 26 - De Pony-Express wordt al na anderhalf jaar gestaakt wegens de Burgeroorlog, de komst van de transamerikaanse telegraaf maar vooral wegens de hoge kosten en grote verliezen.
- 31 Spanje, Verenigd Koninkrijk en Frankrijk, de voornaamste gedupeerden van het Mexicaanse moratorium op de staatsschuld, besluiten te Londen over te gaan tot interventie in Mexico om schuldbetalingen af te dwingen.
- oktober - De Engelse journalist Isabella Mary Beeton bundelt haar artikelen over het huishouden in "Mrs Beeton's Book of Household Management", waarvan in het eerste jaar 60.000 exemplaren zullen worden verkocht.

december
- 4 - De voormalige vice-president van de Verenigde Staten John C. Breckinridge wordt uit de Senaat gezet wegens zijn sympathie voor de Geconfedereerde Staten.
- 6 - Bij de verkiezingen voor de Pruisische Landdag behalen de regerende liberalen een absolute meerderheid.
- 8 - Franse interventie in Mexico.
- 20 - Generaal Sibley, bevelhebber van het Army of New Mexico, verspreidt een proclamatie waarin hij verklaart New Mexico in bezit te nemen voor de Geconfedereerde Staten van Amerika..
- 21 - De Tweede Kamer neemt met 51 tegen 20 stemmen een motie-Ten Bruggen Hugenholz aan waarmee het begrotingshoofdstuk onvoorziene uitgaven met de helft wordt teruggebracht. Eerste minister Van Zuylen van Nijevelt treedt af en wordt opgevolgd door de minister van Binnenlandse Zaken Schelto van Heemstra.

zonder datum
- Guillaume Duchenne - een neuroloog uit Frankrijk - beschrijft uitgebreid een vorm van spierdystrofie die slechts bij jongens voorkomt en tot de dood leidt. De aandoening zal later zijn naam dragen als de ziekte van Duchenne.
- Louis Pasteur ontwerpt de theorie van de ziekteverwekkers.
- De uit Pruisen gevluchte arts Abraham Jacobi wordt in New York de eerste kinderarts ter wereld.

## Muziek
- Jacques Offenbach schrijft o.a. de Opéra-comique La chanson de Fortunio en de operette Apothicaire et perruquier
- Freiherr Friedrich von Flotow schrijft het ballet Der Tannkönig

## Beeldende kunst

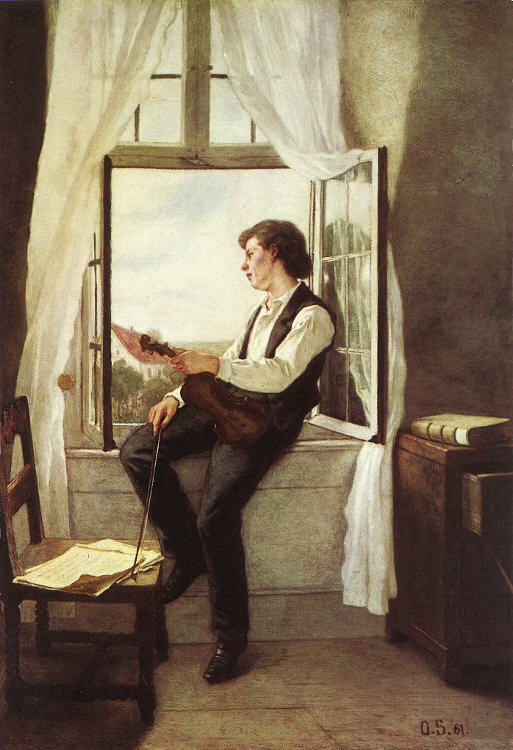
Geiger am Fenster, door Otto Scholderer (Städel Museum)
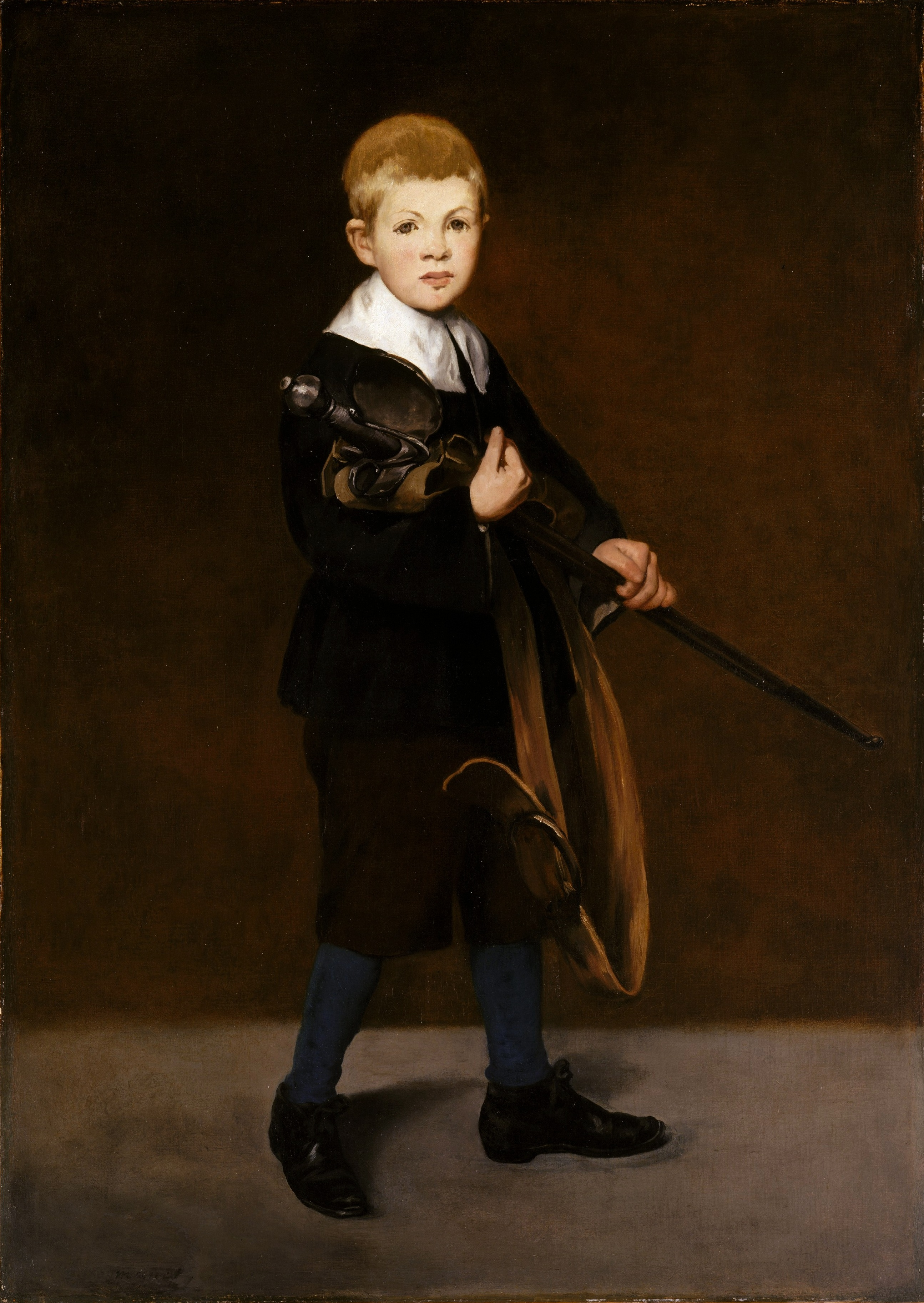
Jongen met zwaard, door Édouard Manet

## Bouwkunst

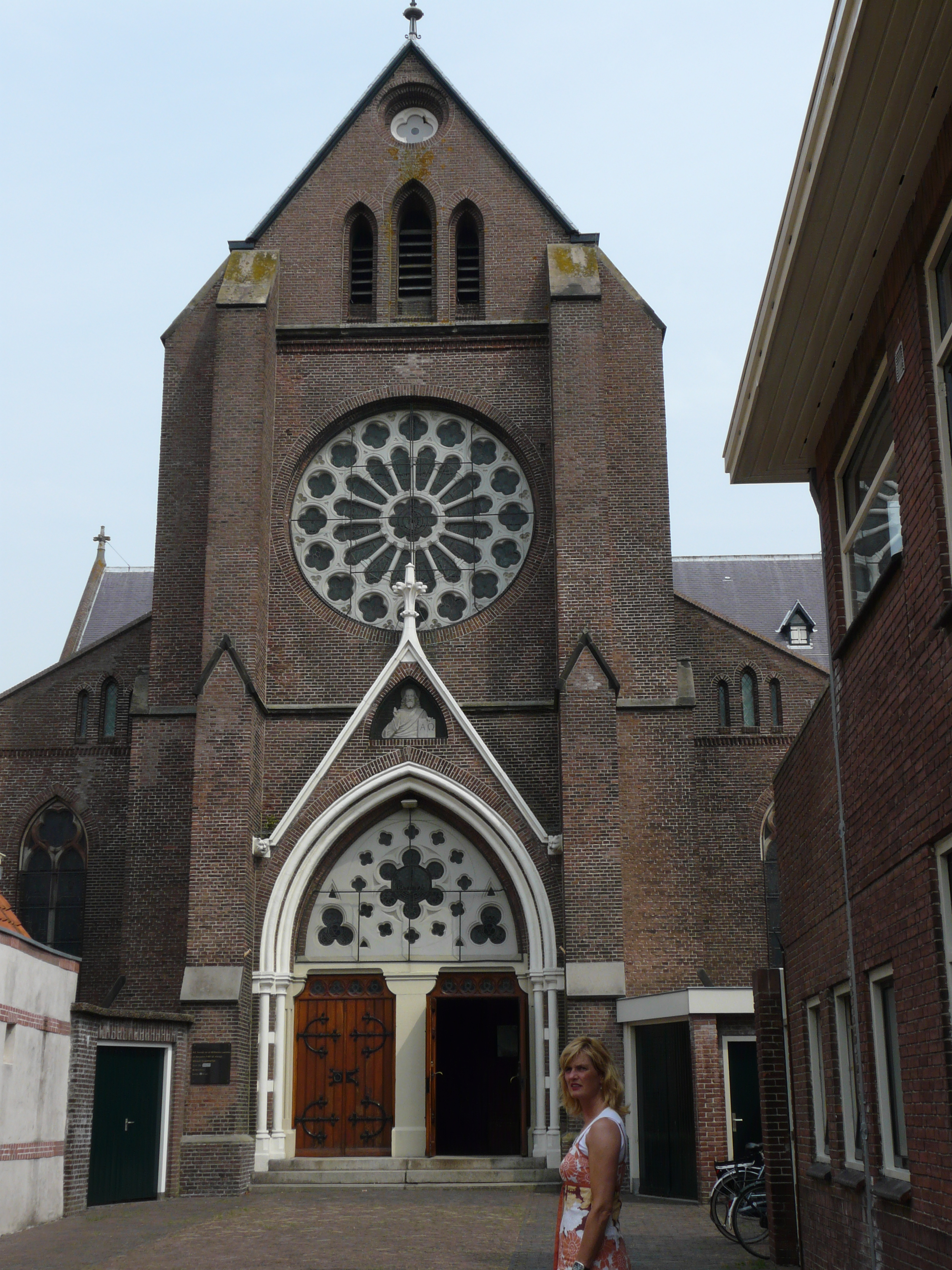
De Sint-Laurentiuskerk te Alkmaar, van architect Pierre Cuypers

## Geboren
januari
- 3 - William Renshaw, Brits tennisser (overleden 1904)
- 6 - Chris Hooijkaas, Nederlands zeiler (overleden 1926)
- 6 - Victor Horta, Belgisch architect (overleden 1947)
- 20 - Gerard Muller, Nederlands kunstschilder (overleden 1929)
- 28 - Julian Felipe, Filipijns componist (overleden 1944)

februari
- 2 - Solomon R. Guggenheim, Amerikaans kunstverzamelaar (overleden 1949)
- 8 - Harry Ward Leonard, Amerikaans elektrotechnicus en uitvinder (overleden 1915)
- 11 - Severino Reyes, Filipijns schrijver (overleden 1942)
- 12 - Lou Andreas-Salomé, Russisch-Duits psychoanalytica en schrijfster (overleden 1937)
- 15 - Charles-Édouard Guillaume, Zwitsers natuurkundige, ontdekker van invar (overleden 1938)
- 26 - Ferdinand I van Bulgarije, hertog van Saksen en prins van Saksen-Coburg-Gotha, latere tsaar van Bulgarije (overleden 1948)
- (25 of) 27 - Rudolf Steiner, Oostenrijks esotericus, schrijver en filosoof; grondlegger van de antroposofie (overleden 1925)
- 28 - Eli Heimans, Nederlands natuurbeschermer en onderwijzer (overleden 1914)

maart
- 22 - Joseph Willem Jan Carel Marie van Nispen tot Sevenaer, Nederlands politicus (overleden 1917)

april
- 1 - Gustaf Adolf Boltenstern sr., Zweeds ruiter (overleden 1935)
- 6 - Francine Charderon, Frans kunstschilder (overleden 1928)
- 8 - Charles Dankmeijer, Nederlands  kunstschilder (overleden 1923)
- 14 - John Joseph Carty, Amerikaans elektrotechnicus en bestuurder (overleden 1932)

mei
- 5 - Peter Cooper Hewitt, Amerikaans elektrotechnicus en uitvinder (overleden 1921)
- 20 - Andries Bonger, Nederlands kunstverzamelaar (overleden 1936)

juni
- 9 - Floris Verster, Nederlands kunstschilder (overleden 1927)
- 10 - Joseph Cuypers, Nederlands architect (overleden 1949)
- 19 - Douglas Haig, Brits generaal (overleden 1928)
- 20 - Frederick Gowland Hopkins, Engels biochemicus en Nobelprijswinnaar (overleden 1947)
- 22 - Maximilian von Spee, Duits viceadmiraal (overleden 1914)

juli
- 24 - Benno von Achenbach, Duits grondlegger van de regels van de mensport (overleden 1936)

augustus
- 2 - Edith Cowan, Australische activiste en eerste vrouwelijke parlementslid (overleden 1932)
- 3 - Michel Verne, Frans schrijver en filmmaker; zoon van Jules Verne (overleden 1925)
- 6 - Edith Roosevelt, Amerikaans presidentsvrouw (1901-1909) (overleden 1948)
- 6 - Saar de Swart, Nederlands beeldhouwster (overleden 1951)
- 9 - Luigi Boccardo, Italiaans priester, ordestichter en zalige (overleden 1936)
- 9 - Dorothea Klumpke, Amerikaans astronoom (overleden 1942)
- 10 - Almroth Wright, Brits bacterioloog en immunoloog (overleden 1947)
- 16 - Diana Coomans, Belgisch kunstschilder (overleden 1952)

september
- 17 - Carlo Dalmazio Minoretti, aartsbisschop van Genua (overleden 1938)
- 23 - Robert Bosch, Duits uitvinder, ingenieur, industrieel en filantroop (overleden 1942)
- 23 - Mary Elizabeth Coleridge, Engels schrijfster (overleden 1907)
- 28 - Alice de Chambrier, Zwitsers schrijfster en dichteres (overleden 1882)

oktober
- 14 - Jacob Kraus, Nederlands politicus en waterbouwkundige (overleden 1951)
- 23 - Sara Benedicts, Nederlands pianiste en muziekpedagoge (overleden 1949)

november
- 1 - Georges Van Winckel, Belgisch politicus (overleden 1937)
- 22 - Ranavalona III, van 1883 tot 1897 koningin van Madagaskar (overleden 1917)
- 24 - August Bier, Duits chirurg, invoerder van de lumbale anesthesie (verdoving van het ruggenmerg) (overleden 1949)

december
- 2 - Hein Boeken, Nederlands schrijver en dichter (overleden 1933)
- 4 - Hannes Hafstein, IJslands politicus en dichter (overleden 1922)
- 8 - Aristide Maillol, Catalaans-Frans beeldhouwer en kunstenaar (overleden 1944)
- 8 - Georges Méliès, Frans filmmaker (overleden 1938)
- 15 - Pehr Evind Svinhufvud, Fins politicus (overleden 1944)
- 16 - Antonio de La Gandara, Frans/Spaans kunstschilder en tekenaar (overleden 1917)
- 19 - Italo Svevo, Italiaans schrijver (overleden 1928)
- 24 - Hendrik Ouwerling, Nederlands historicus en heemkundige (overleden 1932)

datum onbekend
- Rosina Ferrara, Italiaans schildermodel (overleden 1934)
- Sokratis Lagoudakis, Grieks atleet en leprabestrijder (overleden 1944)

## Overleden
januari
- 2 - Frederik Willem IV (65), koning van Pruisen
- 31 - Franciscus Jacobus van Vree (53), bisschop van Haarlem

februari
- 20 - Eugène Scribe (69), Frans toneelschrijver en librettist

april
- 22 - Salomon Jacob Spanjaard (77), eigenaar textielfabriek Borne

mei
- 16 - Fredrikke Egeberg (45), Noors componist

juni
- 3 - Melchor Ocampo (47), Mexicaans staatsman
- 6 - Camillo Benso di Cavour (50), Italiaans politicus
- 25 - Abdülmecit (38), Ottomaans sultan

juli
- 15 - Joanna Mary Boyce (29), Engels kunstschilderes
- 15 - Adam Jerzy Czartoryski (91), Pools politicus
- 24 - Georgius Jacobus Johannes van Os (78), Nederlands kunstschilder
- 25 - Jonas Furrer (56), Zwitsers politicus

augustus
- 16 - Ranavalona I (±82), koningin van Madagaskar
- 22 - Xianfeng (30), Chinees keizer

november
- 14 - Antun Mihanović (65), Kroatisch dichter en diplomaat

december
- 14 - Albert van Saksen-Coburg en Gotha (42), echtgenoot van koningin Victoria van het Verenigd Koninkrijk
- 17 - Johann Andreas Wagner (64), Duits paleontoloog, zoöloog en archeoloog.
- 25 - Johannes Willem van Reinhartshausen (12), kleinzoon van Koning Willem I

## Weerextremen in België
- 8 januari: laagste etmaalgemiddelde temperatuur ooit op deze dag: -13,4 °C en laagste minimumtemperatuur: -17,3 °C.
- 9 januari: laagste etmaalgemiddelde temperatuur ooit op deze dag: -13,3 °C en laagste minimumtemperatuur: -16,4 °C.
- 10 januari: laagste etmaalgemiddelde temperatuur ooit op deze dag: -10,7 °C en laagste minimumtemperatuur: -15,8 °C.
- 19 november: laagste minimumtemperatuur ooit op deze dag: -4,4 °C.